# Institut de Tecnologia Química
L'Institut de Tecnologia Química (ITQ) és un centre de recerca mixt creat el 1990 per la Universitat Politècnica de València (UPV) i el Consell Superior d'Investigacions Científiques (CSIC) amb seu al Campus de la UPV a València. Va ser fundat entre d'altres, pel professor Avelino Corma i actualment està dirigit pel professor Fernando Rey.
L'ITQ és un centre de referència a l'àrea de catàlisi, nous materials (especialment zeolites) i fotoquímica. Des de l'any 2013 forma part dels centres Severo Ochoa, que han estat seleccionats pels seus resultats científics i els seus programes estratègics després d'una rigorosa avaluació en la qual han participat més de 100 científics internacionals de reconegut prestigi.
Les línies de treball les desenvolupa a través de projectes de Pla Nacional, europeus, regionals i finançats amb fons propis. L'ITQ obté part del seu finançament a través de contractes d'I+D amb empreses multinacionals de tot el món, també finança part de la seua investigació gràcies als ingressos provinents de l'explotació de patents desenvolupades en l'Institut i llicenciades a empreses que les comercialitzen.
En els últims quinze anys, l'Institut de Tecnologia Química ha generat més de 150 sol·licituds de patents, de les quals 80 han estat desenvolupades directament a través de contractes d'I+D amb empreses. Les altres estan registrades conjuntament per la Universitat Politècnica de València i el Consell Superior d'Investigacions Científiques, estant 25 d'elles llicenciades a empreses. Així mateix, cinc de les tecnologies de grans processos desenvolupades per l'ITQ estan sent explotades comercialment i dos més es troben ja en planta de demostració. A més, s'han comercialitzat diverses tecnologies catalítiques desenvolupades per l'ITQ en el camp de la química fina.

## Història
El 1990 un grup de nou investigadors del CSIC i de la UPV (Juan Carlos Asensi Sempere, Avelino Corma, Vicente Fornés Seguí, Hermenegildo García Gómez, Sara Iborra Chornet, Amparo Mifsud Corts, Miguel Ángel Miranda Alonso, Joaquín Pérez Pariente i Jaime Primo Millo), liderats pel Professor Jaime Primo i el Professor Avelino Corma, respectivament, van iniciar la marxa de l'Institut amb un pressupost mínim i en uns locals habilitats en un aparcament de cotxes de la Universitat Politècnica de València. El 1994 l'equip es va traslladar al que hui és l'edifici on opera l'Institut.